# Estadio Eliel Martins
El Estadio Eliel Martins también conocido por su apodo Valfredão es un estadio de fútbol ubicado en la ciudad de Riachão do Jacuípe, en el estado de Bahía, Brasil. El estadio fue inaugurado en 1985 y posee una capacidad para 5.000 espectadores, recibe los juegos del Esporte Clube Jacuipense que disputa el Campeonato Baiano y el Campeonato Brasileño de Serie C.
El estadio fue sometido a reformas en 2014 para que fuera apto para la participación del club en el Campeonato Brasileño de Serie D, que incluyeron nueva iluminación, vestuarios y nuevo gramado.